# Kanton Montbron
Montbron is een voormalig kanton van het Franse departement Charente. Het kanton maakte deel uit van het arrondissement Angoulême. Het werd opgeheven bij decreet van 20 februari 2014, met uitwerking op 22 maart 2015. Alle gemeenten werden opgenomen in het nieuwe kanton Val de Tardoire.

## Gemeenten
Het kanton Montbron omvatte de volgende gemeenten:
- Charras
- Écuras
- Eymouthiers
- Feuillade
- Grassac
- Mainzac
- Marthon
- Montbron (hoofdplaats)
- Orgedeuil
- Rouzède
- Saint-Germain-de-Montbron
- Saint-Sornin
- Souffrignac
- Vouthon